# Armenia russa

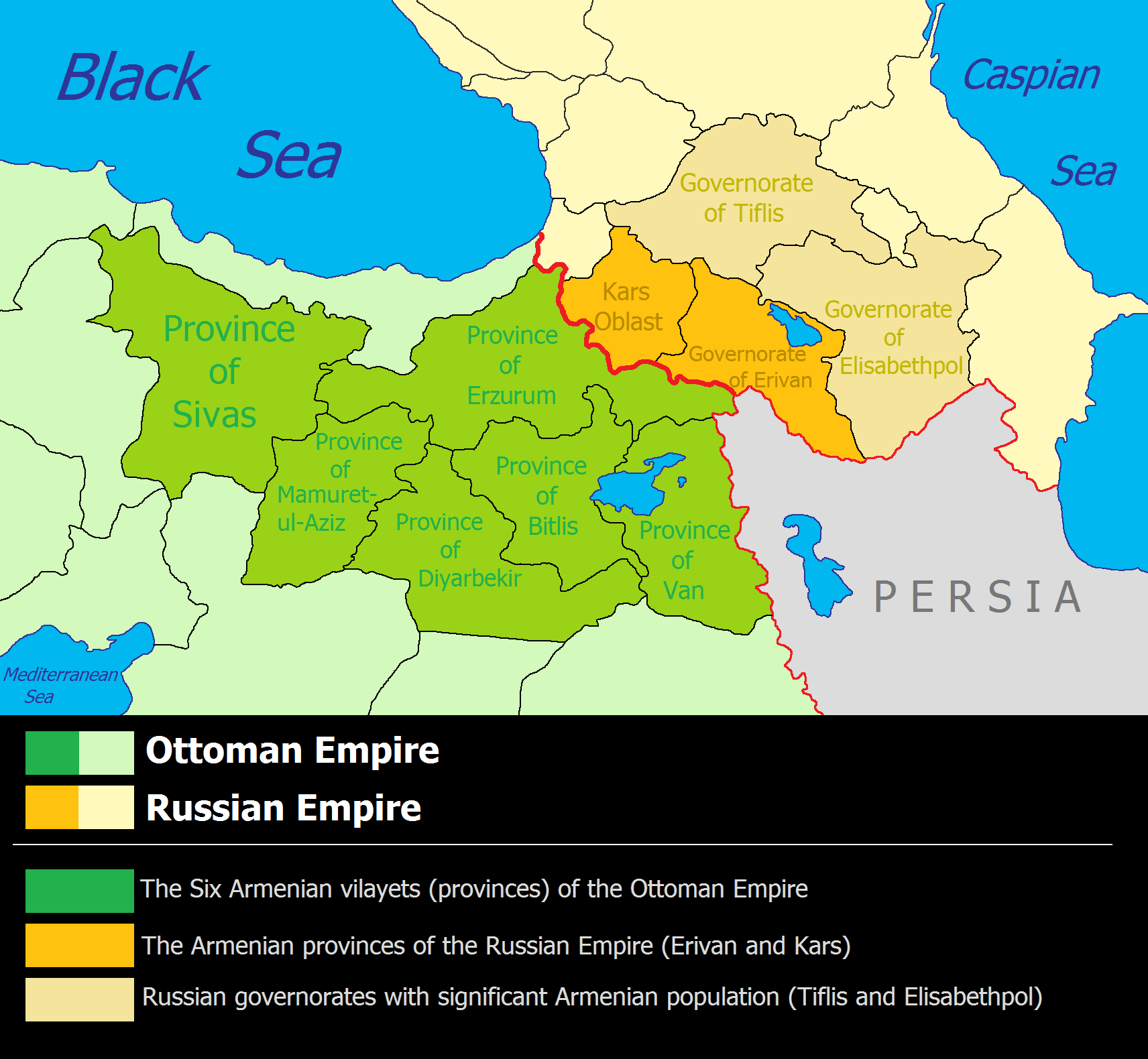
Armenia divisa tra l'impero russo e quello ottomano, c. 1900.

L'Armenia russa è il periodo della storia armena sotto il dominio russo dal 1828, quando l'Armenia orientale divenne parte dell'Impero russo in seguito alla sconfitta dell'Iran dei Qajar nella guerra russo-persiana (1826-1828) e alla successiva cessione dei suoi territori che includevano l'Armenia orientale con l'imminente Trattato di Turkmenchay del 1828.
L'Armenia orientale è rimasta parte dell'Impero russo fino al suo crollo nel 1917.

## Sfondo

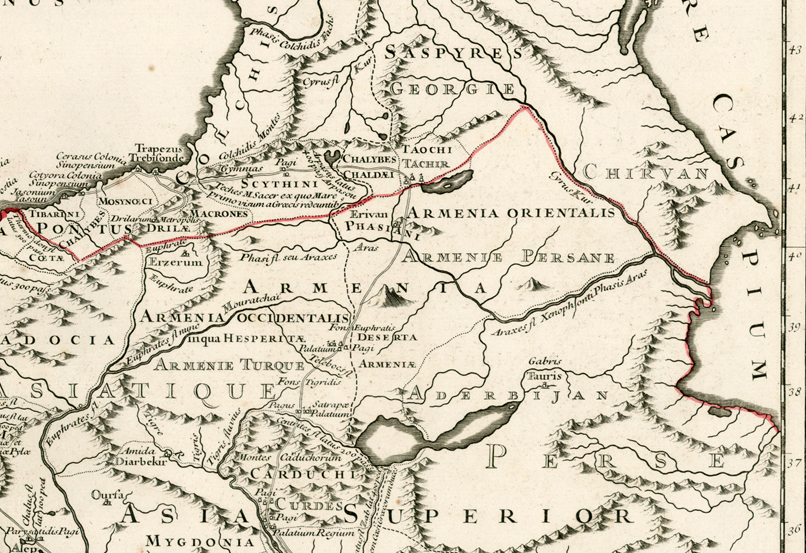
Armenia orientale, anni 1740.

Per centinaia di anni, gli abitanti dell'Armenia orientale vissero sotto il dominio dei successivi imperi iraniani. A partire dall'inizio del XVI secolo, fino al 1828, l'Armenia orientale fu governata dalle dinastie iraniane safavidi, afsharidi e qajar. Le successive guerre tra l'Impero ottomano e safavide portarono alla distruzione di molte delle città armene e resero difficile la vita degli armeni. In aggiunta a ciò, gli armeni cristiani erano sudditi dhimmi (formando un millet) sotto i governanti musulmani, ottomani o persiani.
Nel 1678, la leadership armena tenne segretamente un congresso a Echmiadzin e decise che l'Armenia doveva essere liberata dalla dominazione straniera. In questa fase, gli armeni non erano in grado di combattere contemporaneamente contro due imperi, e cercarono quindi aiuto dall'esterno. Israel Ori, un armeno originario del Karabagh, figlio di un melik o principe armeno, cercò aiuto in molte delle capitali europee. Egli morì nel 1711, senza vedere realizzato il sogno armeno. Nel 1722, lo zar di Russia, Pietro il Grande, dichiarò guerra agli iraniani safavidi, che a quel tempo erano in forte declino. I georgiani e gli armeni del Karabagh aiutarono i russi ribellandosi al governo safavide. David Bek comandò la ribellione per sei anni, fino a quando morì sul campo di battaglia.

## L'annessione russa e la cessione della Persia
Una svolta decisiva arrivò nel 1801 quando i russi annessero il regno georgiano di Kartli-Kakheti, dando loro un punto d'appoggio in Transcaucasia. Nei successivi tre decenni, la Russia cercò di espandere ulteriormente il proprio territorio nel Caucaso a spese della Turchia ottomana e dell'Iran qajar. Le campagne russe trovarono un sostegno entusiastico tra gli armeni, guidati dal vescovo di Tbilisi, Nerses Ashtaraketsi, che prese parte ai combattimenti in prima persona. La guerra russo-persiana dal 1804 al 1813 vide i russi conquistare vari territori nell'Armenia orientale solo per rinunciare alla maggior parte di essi con il Trattato del Golestan.
Nel 1826, in violazione del trattato del Golestan, i russi occuparono parti del Khanato di Erivan dell'Iran. Ciò scatenò l'ultimo attacco bellico tra le due parti con la guerra russo-persiana del 1826-1828. Gli iraniani subirono un disastro ancora più grande, poiché la Russia occupò anche la città di Tabriz nell'Iran continentale. Alla fine della guerra, nel 1828, con il Trattato di Turkmenchay, l'Iran fu costretto a cedere i suoi territori comprendenti il Khanato di Erivan (che comprende l'odierna Armenia), il Khanato del Nakhichevan, così come il resto dei territori dell'odierno Azerbaigian che non erano stati ceduti con la forza nel 1813. A questo punto, nel 1828, il dominio iraniano secolare sull'Armenia orientale era così ufficialmente terminato.

### Cambiamenti demografici
Fino alla metà del XIV secolo, gli armeni costituivano la maggioranza nell'Armenia orientale. Alla fine del XIV secolo, dopo le campagne di Tamerlano, l'Islam era diventato la fede dominante e gli armeni divennero una minoranza nell'Armenia orientale.
Circa l'80% della popolazione dell'Armenia iraniana era musulmana (persiani, turchi e curdi) mentre i cristiani armeni costituivano una minoranza di circa il 20%. In seguito al Trattato di Golestan (1813) e al Trattato di Turkmenchay (1828), l'Iran fu costretto a cedere ai russi l'Armenia iraniana (che costituiva anche l'attuale Armenia.
Dopo che l'amministrazione russa si impossessò dell'Armenia iraniana, la composizione etnica cambiò e conseguentemente, per la prima volta in più di quattro secoli, gli armeni di etnia armena iniziarono a formare nuovamente la maggioranza in una parte dell'Armenia storica. La nuova amministrazione russa incoraggiava l'insediamento di armeni di etnia armena dall'Iran e dalla Turchia ottomana. Di conseguenza, nel 1832, il numero di armeni etnici era pari a quello dei musulmani. Sarebbe comunque stato solo dopo la guerra di Crimea e la guerra russo-turca del 1877-1878, che si determinò con un altro afflusso di armeni turchi, una solida maggioranza di etnici armeni nell'Armenia orientale. Tuttavia, la città di Erevan rimase a maggioranza musulmana fino al XX secolo. Secondo il viaggiatore HFB Lynch, la città era circa il 50% armena e il 50% musulmana (azeri e persiani) all'inizio degli anni 1890.

## Istituzione del dominio russo
I patrioti armeni come il vescovo Nerses avevano sperato in un'Armenia autonoma all'interno dell'Impero russo, ma sarebbero rimasti delusi dal nuovo governo. Lo zar Nicola e il suo governatore in Transcaucasia, Ivan Paskevich, avevano altri piani. Volevano che l'Impero russo fosse uno stato centralizzato e quando Nerses si lamentò fu presto mandato in Bessarabia, lontano dalla regione del Caucaso.
Nel 1836 il governo russo emanò un regolamento, la Polozhenie (carta) che ridusse notevolmente i poteri politici della leadership religiosa armena, inclusa quella del Catholicos, preservando l'autonomia della Chiesa armena. Dopo il 1836, in conformità con il nuovo regolamento, il Catholicos di Echmiadzin doveva essere eletto nei congressi di Echmiadzin, a cui avrebbero partecipato dignitari religiosi e non religiosi. Lo Zar avrebbe avuto un'ultima parola nella scelta del Catholicos. Gli armeni trassero grande vantaggio dal fatto che il Catolicosato conservasse l'autorità di aprire scuole. Inoltre il Catolicosato incoraggiava la pubblicazione di giornali armeni.

## Armeni nell'impero russo

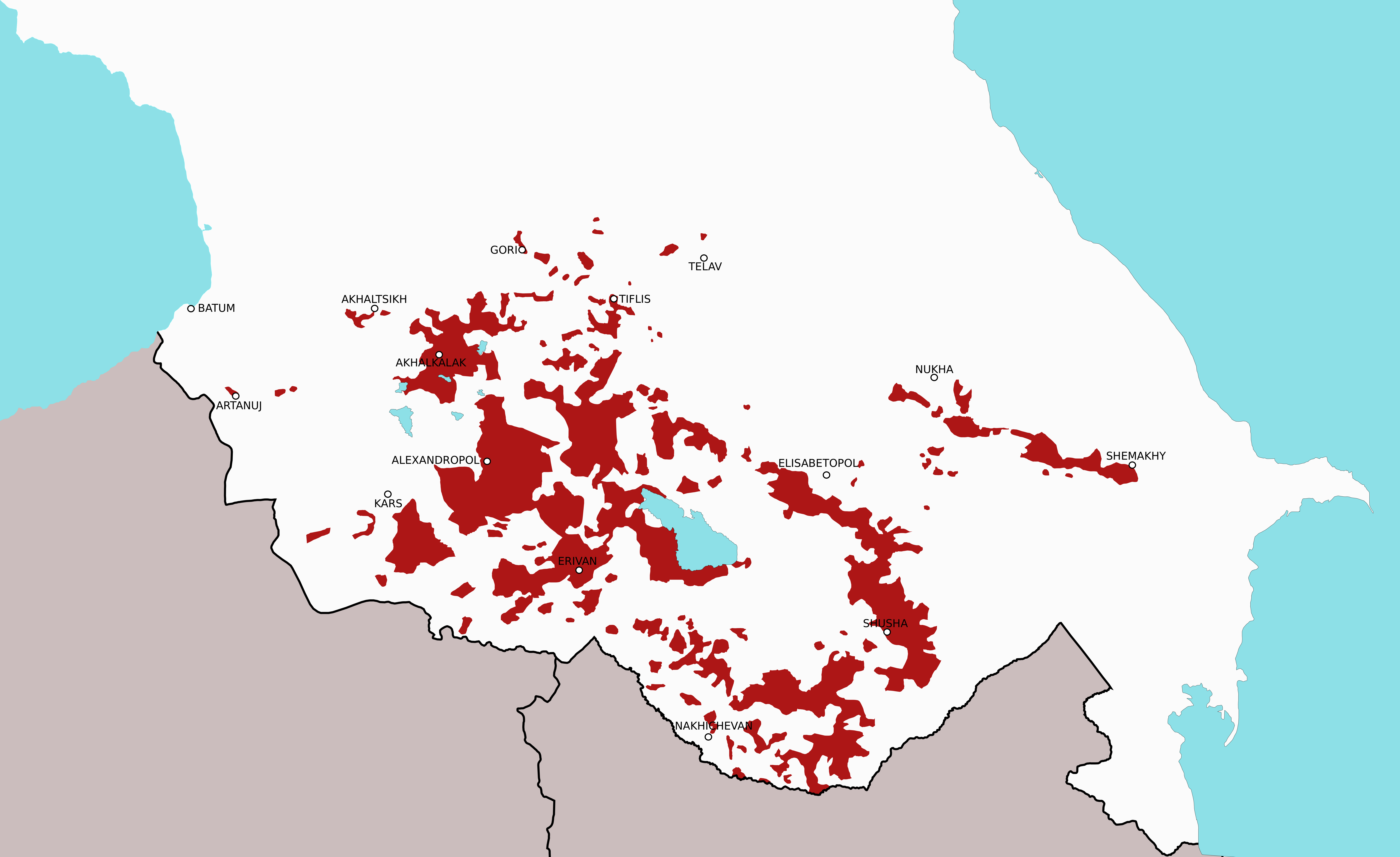
Aree con pluralità etnica armena, all'interno dell'Impero russo, 1880

Un numero significativo di armeni viveva già nell'impero russo prima degli anni '20 dell'Ottocento. Dopo la distruzione degli ultimi stati armeni indipendenti rimasti nel Medioevo, la nobiltà si disintegrò, lasciando la società armena composta da una massa di contadini più una classe media che erano artigiani o commercianti. Tali armeni si trovavano nella maggior parte delle città della Transcaucasia; infatti, all'inizio del XIX secolo costituivano la maggioranza della popolazione in città come Tbilisi. I mercanti armeni conducevano il loro commercio in tutto il mondo e molti avevano stabilito basi in Russia. Nel 1778, Caterina la Grande invitò i mercanti armeni dalla Crimea in Russia e stabilirono un insediamento a Nor Nakhichevan vicino a Rostov sul Don. Le classi dominanti russe accolsero con favore le capacità imprenditoriali degli armeni come una spinta all'economia, ma li guardavano anche con un certo sospetto. L'immagine dell'armeno come "mercante astuto" era già diffusa. I nobili russi ricavavano il loro reddito dalle loro proprietà lavorate dai servi della gleba e, con la loro aristocratica avversione per gli affari, avevano poca comprensione o simpatia per lo stile di vita degli armeni mercantili.
Tuttavia, gli armeni della classe media prosperarono sotto il dominio russo e furono i primi a cogliere le nuove opportunità e trasformarsi in una prospera borghesia quando il capitalismo e l'industrializzazione arrivarono in Transcaucasia nella seconda metà del XIX secolo. Gli armeni erano molto più abili nell'adattarsi alle nuove circostanze economiche rispetto ai loro vicini in Transcaucasia, georgiani e azeri. Divennero l'elemento più potente nella vita municipale di Tbilisi, la città considerata dai georgiani come la loro capitale, e alla fine del XIX secolo iniziarono a comprare le terre della nobiltà georgiana, che era in declino dopo l'emancipazione del loro servi. Gli imprenditori armeni sfruttarono rapidamente il boom petrolifero iniziato in Transcaucasia negli anni '70 dell'Ottocento, avendo grandi investimenti nei giacimenti di petrolio di Baku in Azerbaigian e nelle raffinerie di Batumi sulla costa del Mar Nero. Tutto ciò significava che le tensioni tra armeni, georgiani e azeri nella Transcaucasia russa non erano semplicemente di natura etnica o religiosa, ma erano anche dovute a fattori sociali ed economici. Tuttavia, nonostante l'immagine popolare del tipico armeno come uomo d'affari di successo, alla fine del XIX secolo, l'80% degli armeni russi erano ancora contadini che lavoravano la terra.

## Dominio russo fino al 1877

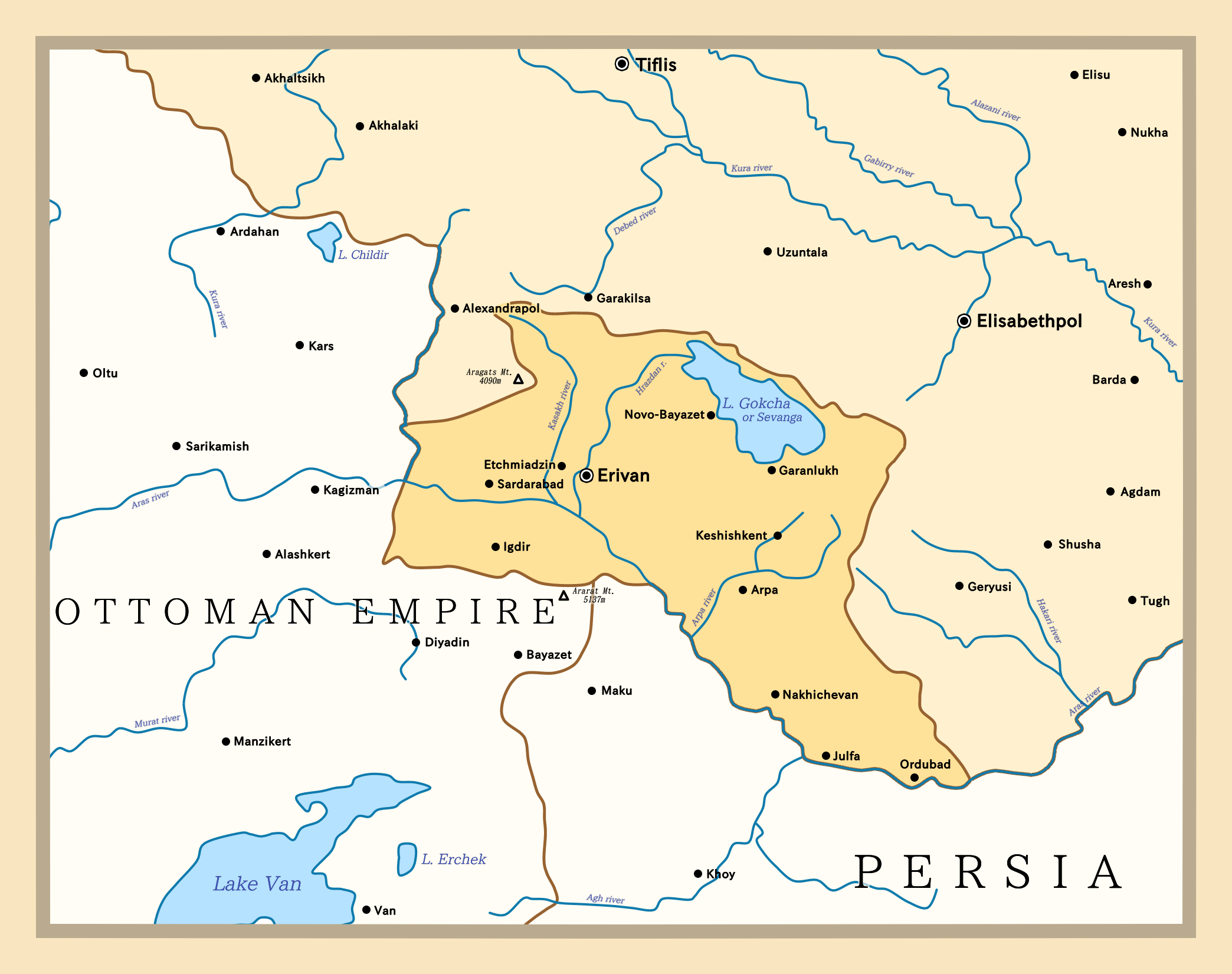
Mappa dell'oblast armeno

Le relazioni tra le autorità russe e i loro nuovi sudditi armeni non erano iniziate senza intoppi. Dal momento che l'Armenia era in prima linea contro gli imperi rivali degli ottomani e dei persiani, fu inizialmente trattata come una zona militare. Fino al 1840, l'Armenia russa era un'unità amministrativa separata organizzata nell'oblast' armeno, ma fu poi fusa in altre province transcaucasiche senza riguardo alla sua identità nazionale. Le cose migliorarono quando Nerses Ashtaraketsi fu richiamato dalla Bessarabia e divenne Catholicos della Chiesa armena nel 1843. Inoltre, Mikhail Vorontsov, che governò l'Armenia russa come viceré del Caucaso tra il 1845 e il 1854, era molto solidale con gli armeni.
Di conseguenza, verso la metà del XIX secolo, la maggior parte dell'intellighenzia armena era diventata altamente russofila. La cultura armena fiorì in questi anni quando la nuova provincia unificata sotto il dominio russo restituì agli armeni un senso della loro identità condivisa. L'appartenenza all'Impero russo aveva anche allontanato l'Armenia dal Medio Oriente avvicinandola all'Europa e alle correnti intellettuali moderne come l'Illuminismo e il Romanticismo. Fu pubblicata una vasta gamma di giornali armeni e ci fu una rinascita letteraria guidata da Mikael Nalbandian, che voleva modernizzare la lingua armena, e dal poeta e romanziere Raffi. La visione filorussa dell'intellighenzia armena continuò sotto lo zar Alessandro II, che fu ampiamente elogiato per le sue riforme.

## La guerra russo-turca
La guerra russo-turca del 1877-78 segnò uno spartiacque nel rapporto tra le autorità russe e i loro sudditi armeni. Gli armeni che vivevano ancora nell'Armenia occidentale sotto l'Impero ottomano erano diventati sempre più scontenti e guardavano alla Russia per essere liberati dal dominio turco. Nel 1877 scoppiò la guerra tra la Russia e gli ottomani per il trattamento dei cristiani nei Balcani. I russi desideravano mobilitare il patriottismo armeno quando avanzarono su un secondo fronte contro i turchi nel Caucaso, e molti dei comandanti da loro impiegati erano di discendenza armena. I russi fecero grandi conquiste territoriali nell'Armenia occidentale prima che fosse indetto un armistizio nel gennaio 1878.
Il Trattato di San Stefano, firmato nel marzo 1878, non concedeva alla Russia l'intera Armenia occidentale, ma conteneva una clausola speciale, l'articolo 16, con la quale la Russia garantiva i diritti degli armeni ancora sotto il dominio ottomano contro l'oppressione. Tuttavia, i grandi rivali della Russia, Gran Bretagna e Austria, erano preoccupati dai guadagni che la Russia aveva ottenuto a spese degli ottomani e avevano insistito per una revisione del trattato. Al Congresso di Berlino, tra gli altri territori, la Russia fu costretta a rinunciare a tutte le sue conquiste armene a eccezione delle regioni di Kars e Ardahan e l'articolo 16 fu sostituito dall'"insignificante" articolo 61, che affermava che le riforme dovevano essere solo effettuate nelle province armene ottomane dopo il ritiro dell'esercito russo.

## Il regno di Alessandro III, 1881–1894
Dopo l'assassinio dello zar Alessandro II dalla mentalità riformista nel 1881, l'atteggiamento delle autorità russe nei confronti delle minoranze nazionali dell'impero cambiò radicalmente.

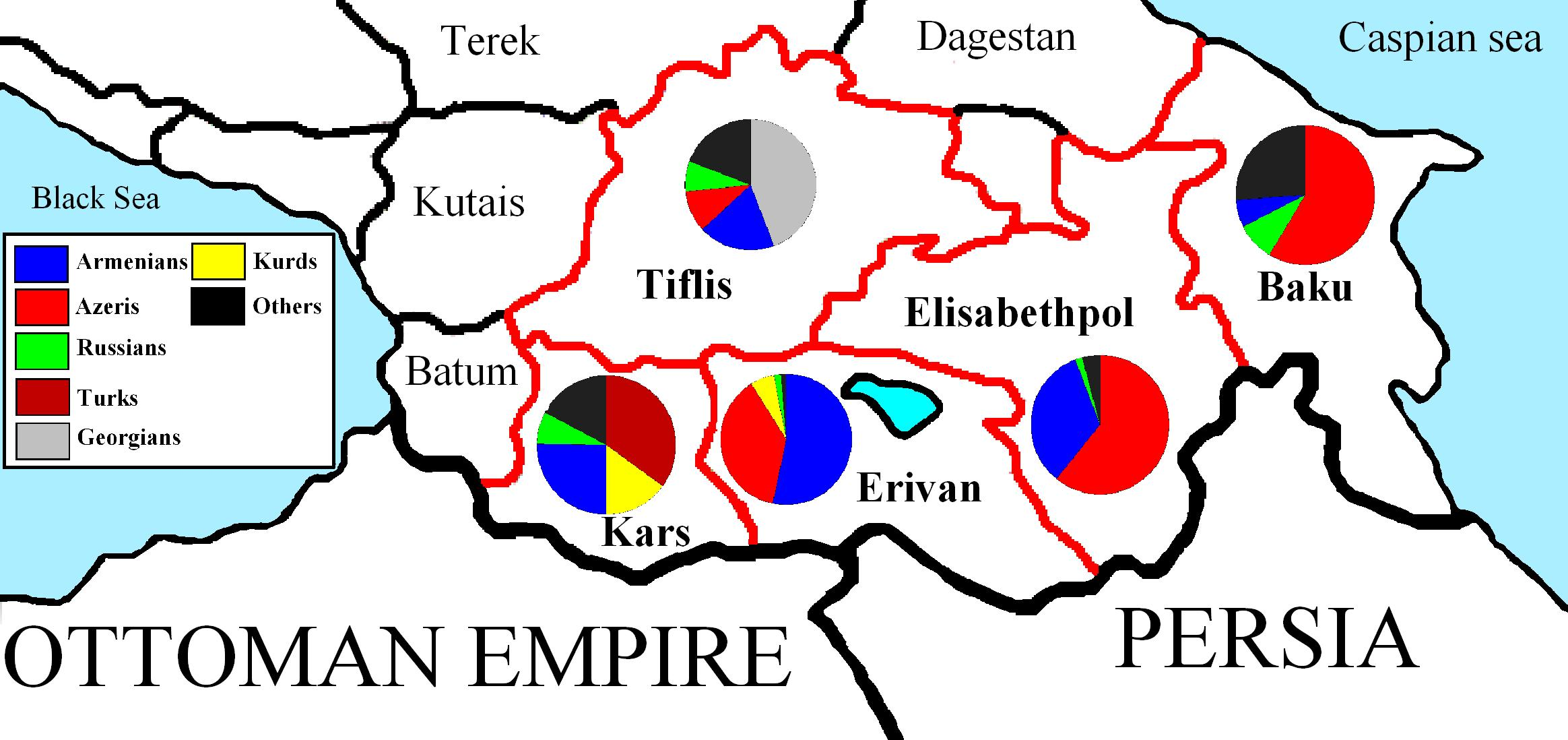
Gruppi etnici nel Caucaso nel 1897

Il nuovo zar, Alessandro III, era di vedute ultraconservatrici e voleva creare uno stato autocratico altamente centralizzato. Considerava qualsiasi espressione di desiderio di maggiore libertà e autonomia da parte dei suoi sudditi come prova di ribellione.

### Russificazione
Gli ultimi decenni del XIX secolo videro anche un aumento dello sciovinismo russo con i non russi descritto in termini sempre più razzisti. Gli armeni subirono abusi particolari in modi che spesso assomigliavano all'antisemitismo. Il primo segno di ciò fu il licenziamento da parte del nuovo regime del primo ministro di Alessandro II, il conte armeno Loris-Melikov. Loris-Melikov era considerato troppo liberale, ma fu anche etichettato come un "asiatico frenetico" e "non un vero patriota russo". Le autorità russe iniziarono anche a diffidare del dominio economico armeno in Transcaucasia. Ironia della sorte, tali sospetti sugli armeni - che erano tra i più russofili dei sudditi dello zar - come popolo inaffidabile incline alla cospirazione rivoluzionaria, portarono i russi a introdurre politiche che producevano proprio ciò che miravano a prevenire, mentre gli armeni si convertivano sempre di più verso i nuovi movimenti nazionalisti.
La russificazione iniziò realmente nel 1885, quando il viceré del Caucaso, Dondukov-Korsakov, ordinò la chiusura di tutte le scuole parrocchiali armene e la loro sostituzione con quelle russe. Anche se le scuole armene furono riaperte l'anno successivo, da allora in poi erano soggette a uno stretto controllo zarista mentre l'uso della lingua armena veniva scoraggiato a favore del russo. I russi iniziarono anche a perseguitare la Chiesa armena, separata dalla Chiesa ortodossa dall'anno 451. L'atteggiamento russo cambiò anche nei confronti dell'Impero ottomano e negli anni 1890 la Russia e la Gran Bretagna si scambiarono i ruoli. Da quel momento fu la Russia a sostenere lo status quo nell'Armenia occidentale, con gli inglesi che sollecitavano il miglioramento delle condizioni per i cristiani nella regione. Le autorità russe furono disturbate dai movimenti nazionalisti armeni rivoluzionari all'interno dell'Impero ottomano e temevano che i loro legami con gli armeni orientali avrebbero aumentato la sovversione anche all'interno della Transcaucasia russa. Il regime zarista represse ogni tentativo da parte degli armeni russi di intraprendere un'azione oltre confine. Un esempio lampante è la spedizione di Gugunian del 1890.

### La crescita del nazionalismo armeno
Gli armeni svolsero un ruolo limitato nei movimenti rivoluzionari dell'Impero russo fino agli anni '80 del XIX secolo. Fino a quel momento, le idee di Grigor Artsruni, direttore del quotidiano di Tbilisi Mshak, godevano di grande popolarità tra l'intellighenzia armena. Artsruni credeva che la vita sotto l'Impero russo rappresentasse il "male minore" per il suo popolo. Gli armeni russi erano profondamente preoccupati per la difficile situazione dei loro compatrioti sotto l'Impero persiano e ottomano, in particolare i contadini dell'Armenia occidentale che erano per lo più ignorati dagli intellettuali armeni ottomani lontani a Istanbul e Smirne. Tbilisi e Yerevan erano scelte molto più ovvie per una base per promuovere l'attività rivoluzionaria tra gli armeni nell'Impero ottomano orientale. L'importanza di unità dell'Armenia, divisa fra tre imperi, ha fatto sì che i movimenti politici armeni avessero poco in comune con altri movimenti politici nell'Impero russo.
La crescita del nazionalismo armeno fu stimolata dalle misure anti-armene delle autorità russe degli anni '80 dell'Ottocento. Nel 1889, Christapor Mikaelian fondò a Tbilisi il movimento "Giovane Armenia". I suoi obiettivi erano le rappresaglie contro i curdi ritenuti colpevoli di persecuzione degli armeni nell'Impero ottomano, nonché il contrabbando di armi e l'incoraggiamento alla guerriglia. Stabilirono anche legami con un nuovo partito nazionalista armeno ottomano, l'Hunchak. Nel 1890 Mikaelian e il suo collega Simon Zavarian sostituirono la Giovane Armenia con un nuovo partito: la Federazione Rivoluzionaria Armena, comunemente nota come "Dashnak". Il Dashnak cercò di convincere l'Hunchak a unirsi a loro, ma i due si separarono nel 1891 e la rivalità tra le due parti sarebbe stata una delle principali caratteristiche del successivo nazionalismo armeno. Entrambi i partiti erano socialisti nei loro programmi economici. Tuttavia, l'obiettivo principale del Dashnak era il nazionalismo e la propria preoccupazione principale era il destino degli armeni ottomani. Ben presto ebbero filiali in Russia, Persia e Turchia e dopo la frammentazione dell'Hunchak a metà degli anni 1890, divenne la forza nazionalista dominante nell'Armenia russa.

## Il regno di Nicola II 1894-1917
Lo zar Nicola II, salito al trono nel 1894, continuò la politica di russificazione di suo padre. Anche il sentimento anti-armeno tra i georgiani e gli azeri della Transcaucasia era in aumento, infiammato dal direttore del quotidiano ufficiale Kavkaz ("Caucaso"), VL Velichko, che era un ardente sciovinista russo.

### Editto sulle proprietà della chiesa armena del 1903-1904
Nel 1897, lo zar Nicola nominò come governatore della Transcaucasia l'armenofobo Grigory Sergeyevich Golitsin e le scuole, le associazioni culturali, i giornali e le biblioteche armene furono chiuse. Il nazionalismo armeno praticato dal Dashnak, con la propensione alla violenza rivoluzionaria e alle politiche economiche socialiste, aveva all'inizio avuto poco fascino per la borghesia armena, ma la repressione culturale russa fece loro guadagnare più simpatia. Gli armeni russificati della classe media iniziarono a cambiare i loro nomi nella loro forma armena (ad es Mirzoev divenne Mirzoian) e ingaggiarono insegnanti privati per insegnare ai loro figli la lingua armena.
Il programma di russificazione dello zar raggiunse l'apice con il decreto del 12 giugno 1903 che ordinava la confisca dei beni della Chiesa armena. Il Catholicos dell'Armenia implorò i russi di ribaltare il decreto ma quando si rifiutarono si rivolse al Dashnak. Il clero armeno in precedenza era stato molto diffidente nei confronti del Dashnak, condannando il suo socialismo come anti-clericale, ma da allora in poi li vide come i loro protettori. Il Dashnak formò un Comitato centrale per l'autodifesa nel Caucaso e organizzò una serie di proteste tra gli armeni. A Gandzak l'esercito russo rispose sparando sulla folla, uccidendone dieci, e altre manifestazioni furono accolte con più spargimenti di sangue. Il Dashnak e l'Hunchak iniziarono una campagna di omicidi contro funzionari zaristi in Transcaucasia e riuscirono persino a ferire il principe Golitsin. Nel 1904, il congresso del Dashnak estese specificamente il suo programma per prendersi cura dei diritti degli armeni all'interno dell'Impero russo e della Turchia ottomana.

### La rivoluzione del 1905
I disordini in Transcaucasia, che comprendevano anche grandi scioperi, raggiunsero il culmine con le rivolte diffuse in tutto l'Impero russo note come Rivoluzione del 1905. Il 1905 vide infatti un'ondata di ammutinamenti, scioperi e rivolte contadine in tutta la Russia imperiale e gli eventi in Transcaucasia furono particolarmente violenti. A Baku, centro dell'industria petrolifera russa, le tensioni di classe si mescolarono alle rivalità etniche. La città era quasi interamente composta da azeri e armeni, ma la classe media armena tendeva ad avere una quota maggiore nella proprietà delle compagnie petrolifere e gli operai armeni avevano generalmente salari e condizioni di lavoro migliori degli azeri. Nel dicembre 1904, dopo che a Baku fu dichiarato un grande sciopero, le due comunità iniziarono a combattersi per le strade e la violenza si diffuse nelle campagne. Al termine degli scontri, si stima che 1.500 armeni e 700 azeri fossero morti. Gli eventi del 1905 convinsero lo zar Nicola di invertire la sua politica. Sostituì Golitsin con il governatore armenofilo Illarion Ivanovič Voroncov-Daškov e restituì le proprietà della Chiesa armena. A poco a poco fu ristabilito l'ordine e la borghesia armena riprese a prendere le distanze dai nazionalisti rivoluzionari.

### Tribunale del Popolo, 1912
Nel gennaio 1912, un totale di 159 armeni furono accusati di appartenere a un'organizzazione anti-"Rivoluzionaria". Durante la rivoluzione i rivoluzionari armeni furono divisi in "Vecchi Dashnak", alleati con i Kadet e "Giovani Dashnak" allineati con gli SR. Per determinare la posizione degli armeni, tutte le forme del movimento nazionale armeno furono sottoposte a processo. L'intera intellighenzia armena, inclusi scrittori, medici, avvocati, banchieri e persino mercanti furono posti "sotto processo" Quando il tribunale terminò il suo lavoro, 64 accuse furono ritirate e i restanti furono imprigionati o esiliato per periodi variabili.

## Prima guerra mondiale e indipendenza, 1914-1918

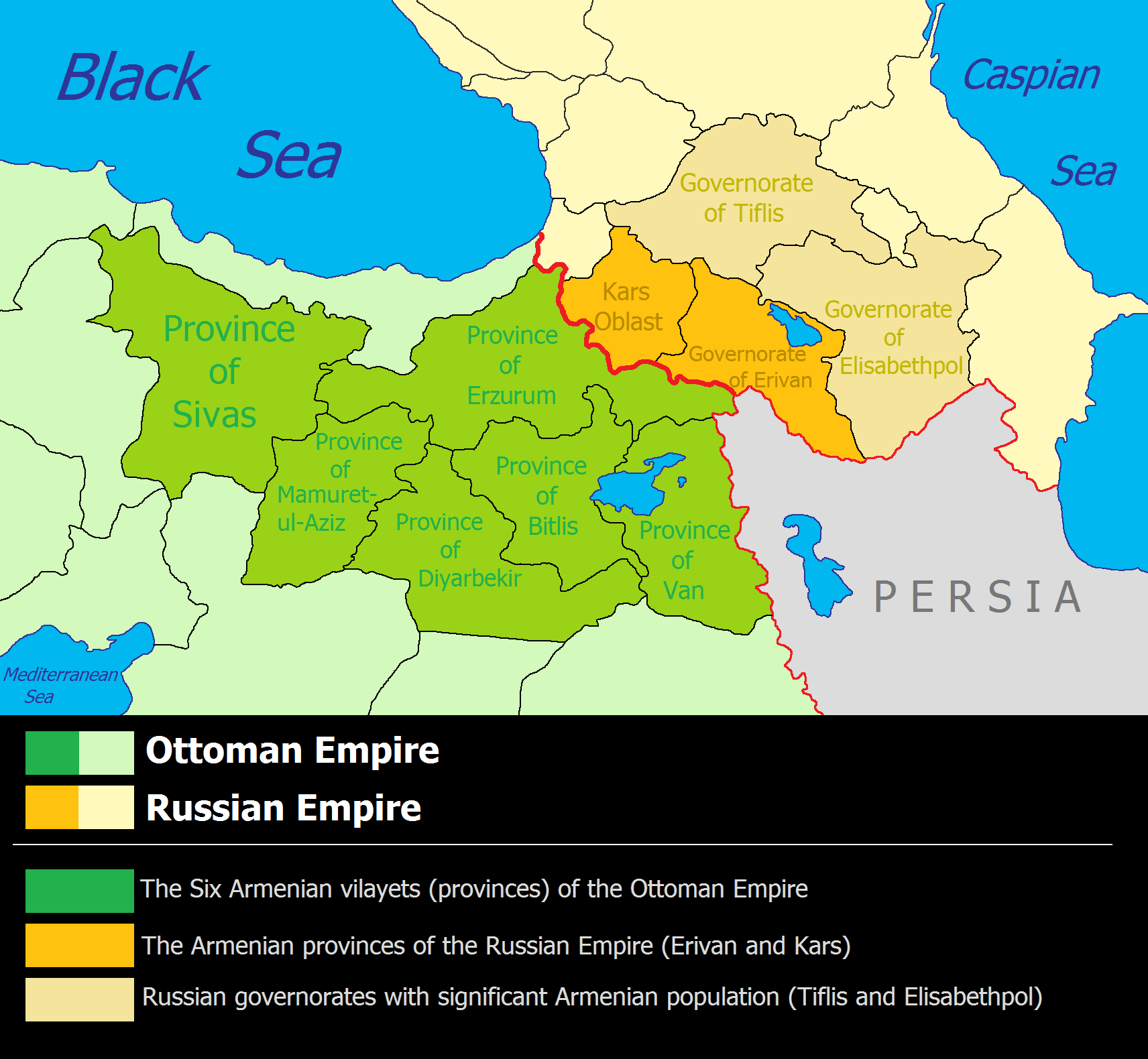
7 province armene dell'Armenia occidentale e confini tra paesi prima della prima guerra mondiale.

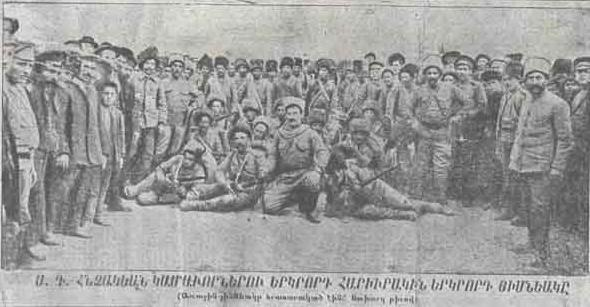
Un'unità di volontari russo-armena durante la prima guerra mondiale.

Gli anni tra la rivoluzione del 1905 e la prima guerra mondiale videro un riavvicinamento tra la maggior parte degli armeni e le autorità russe. La Russia si preoccupò quando la sua rivale Germania iniziò ad avvicinarsi all'Impero ottomano, il che portò i russi a nutrire un rinnovato interesse per il benessere degli armeni ottomani.
Quando scoppiò la prima guerra mondiale nell'agosto del 1914, i russi cercarono di mobilitare il sentimento patriottico armeno. La maggior parte delle truppe armene furono trasferite nel teatro europeo della prima guerra mondiale (noto come fronte orientale ). L'Impero ottomano non si unì alla guerra mondiale e quando con il passare dei mesi si avvicinava la possibilità di una campagna del Caucaso, nell'estate del 1914, il conte Illarion Ivanovich Vorontsov-Dashkov si consultò con il sindaco di Tbilisi Alexandre Khatsian, il primate di Tbilisi, il vescovo Mesrop e l'eminente leader civico Dr. Hakob Zavriev sulla creazione di distaccamenti di volontari armeni. Le unità di volontariato sarebbero state composte da armeni che non erano sudditi dell'impero o non obbligati a prestare servizio nell'esercito. Queste unità sarebbero state impiegate nella campagna del Caucaso. Molti di loro vivevano nel Caucaso e molti erano impazienti di imbracciare le armi per liberare la loro patria. Durante il corso della guerra 150.000 armeni combatterono nell'esercito russo.

### Occupazione dell'Armenia turca

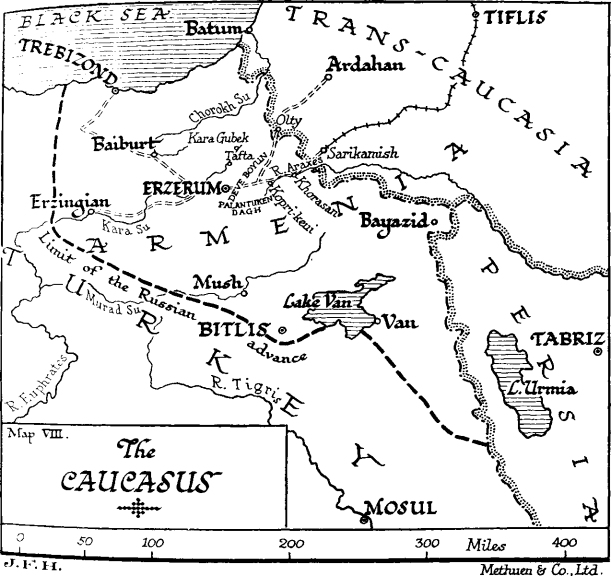
L'occupazione dell'Armenia turca trasferita al governo civile sotto Hakob Zavriev nel 1917 dall' Ozakom del governo provvisorio russo, che Zavriev iniziò a controllare il Vilayet di Trebisonda, il Vilayet di Erzurum, il Vilayet di Bitlis e il Vilayet di Van.

Le autorità ottomane intrapresero il genocidio dei loro sudditi armeni già nell'aprile 1915 in seguito alla rapida avanzata russa nella campagna del Caucaso e all'assedio di Van. Un governo provvisorio armeno all'interno della regione autonoma fu inizialmente istituito intorno al lago Van. Il governo armeno nella zona di guerra fu brevemente denominato "Vaspurakan Libero". Con l'avanzata ottomana nel giugno 1915, 250.000 armeni di Van e della vicina regione di Alashkerd si ritirarono alla frontiera russa. La Transcaucasia russa venne invasa dai profughi dei massacri.
Mentre otteneva successi militari contro i turchi, la macchina da guerra russa iniziò a disintegrarsi sul suo fronte contro la Germania e nel febbraio 1917 il regime zarista fu rovesciato dalla rivoluzione a San Pietroburgo.
Gli armeni russi accolsero con entusiasmo il nuovo governo, sperando che avrebbe assicurato loro l'Armenia ottomana. La questione sulla continuazione della guerra era molto controversa tra i partiti politici della nuova Russia, con la maggior parte a favore di una "pace democratica". Poiché le province dell'Armenia ottomana erano sotto l'occupazione militare russa al tempo della rivoluzione, gli armeni credevano che il governo avrebbe acconsentito a difenderle. Per dare una mano, il governo provvisorio iniziò a sostituire le truppe russe, il cui impegno a continuare i combattimenti era in dubbio, con quelle armene sul fronte caucasico. Ma nel 1917 il governo provvisorio perse il sostegno tra i soldati e gli operai russi e gran parte dell'esercito si sciolse dalla Transcaucasia.

### Congresso armeno degli armeni orientali
La rivoluzione bolscevica dell'ottobre 1917 impose la questione dell'indipendenza per i popoli della Transcaucasia, poiché i bolscevichi godevano di scarso sostegno nella regione. Nel febbraio 1918, armeni, georgiani e azeri formarono il proprio parlamento transcaucasico. Gli armeni si unirono sotto il Congresso armeno degli armeni orientali. Il 22 aprile 1918 votò per l'indipendenza, dichiarando la Repubblica Federale Democratica Transcaucasica. La federazione si sciolse quando la Georgia dichiarò la sua indipendenza il 26 maggio. Il 28 maggio seguì il Congresso armeno degli armeni orientali.
Il Congresso armeno degli armeni orientali aveva ideato delle politiche per dirigere gli sforzi bellici e il soccorso e il rimpatrio dei rifugiati. Il consiglio approvò una legge per organizzare la difesa del Caucaso contro l'Impero ottomano utilizzando la grande quantità di rifornimenti e munizioni rimaste dalla partenza dell'esercito russo. Il congresso ideò specificamente una struttura amministrativa e di controllo locale per la Transcaucasia. Il Congresso selezionò anche un comitato esecutivo permanente di quindici membri, noto come "Consiglio nazionale armeno", il cui leader fu Avetis Aharonyan. Il primo compito di questo comitato era quello di preparare il terreno per la dichiarazione della Prima Repubblica di Armenia.

### Prima Repubblica di Armenia

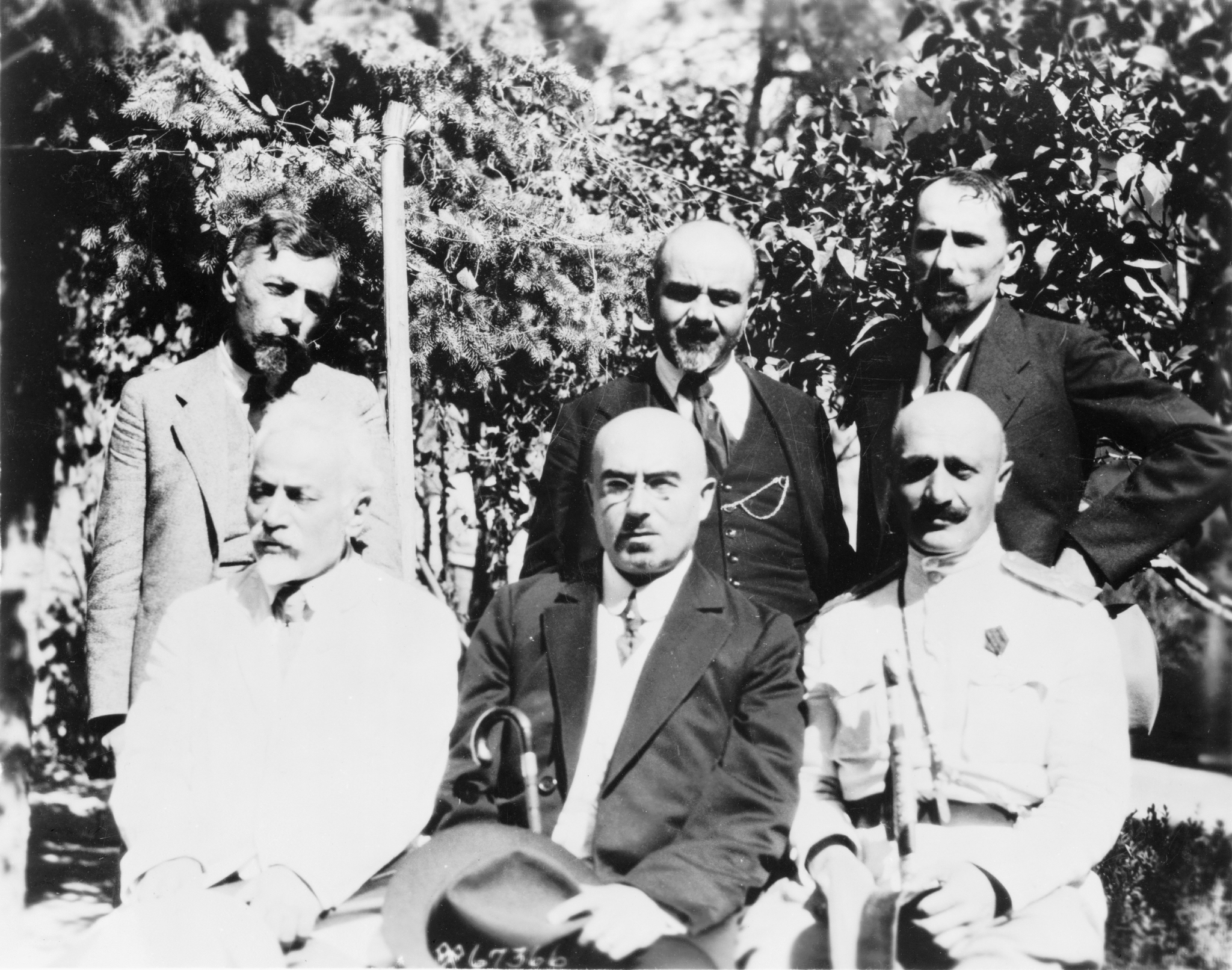
Membri del secondo gabinetto della Prima Repubblica d'Armenia, 1 ottobre 1919.

Il problema principale che affrontava il nuovo stato era l'avanzata dell'esercito ottomano, che ormai aveva riconquistato gran parte dell'Armenia occidentale, ma gli interessi dei tre popoli erano molto diversi. Per ovvie ragioni, la difesa contro l'esercito invasore era di fondamentale importanza per gli armeni, mentre gli azeri musulmani erano in sintonia con i turchi. I georgiani sentivano che i loro interessi potevano essere garantiti al meglio giungendo a un accordo con i tedeschi piuttosto che con i turchi e il 26 maggio 1918, su sollecitazione tedesca, la Georgia dichiarò la sua indipendenza dalla Repubblica Transcaucasica. Questa mossa fu seguita due giorni dopo dall'Azerbaigian. A malincuore, i leader del Dashnak, che erano i più potenti politici armeni nella regione, dichiararono la formazione di un nuovo stato indipendente, la Prima Repubblica di Armenia il 28 maggio 1918.

### Repubblica dell'Armenia montanara

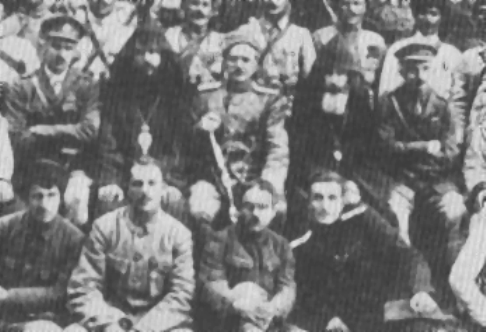
Il generale Andranik sta per catturare Karabagh

Il Trattato di Batum fu firmato tra la Prima Repubblica di Armenia e l'Impero ottomano dopo le ultime battaglie della Campagna del Caucaso. L'Impero ottomano conquistò inizialmente una parte considerevole del Caucaso meridionale con il Trattato di Brest-Litovsk firmato con la RSFS Russa e poi in seguito al Trattato di Batumi con l'Armenia. Andranik Ozanian rifiutò questi nuovi confini e proclamò il nuovo stato, e le sue attività si concentrarono successivamente nel collegamento tra l'Impero ottomano e la Repubblica Democratica dell'Azerbaigian al Karabakh, Zanghezur e Nakhichevan. Nel gennaio 1919, con l'avanzata delle truppe armene, le forze britanniche (Lionel Dunsterville) ordinarono ad Andranik di tornare a Zangezur e gli assicurarono che questo conflitto poteva essere risolto con la Conferenza di pace di Parigi del 1919. La Conferenza di pace di Parigi sancì la Prima Repubblica d'Armenia, uno stato riconosciuto a livello internazionale e la Repubblica dell'Armenia montanara venne sciolta.

### Dittatura Centrocaspiana
La Dittatura Centrocaspiana fu un governo antisovietico sostenuto dalla Gran Bretagna fondato a Baku il 1º agosto 1918. Il governo era composto dal Partito socialista-rivoluzionario e dal movimento nazionale armeno la cui maggioranza proveniva dalla Federazione Rivoluzionaria Armena. La forza britannica Dunsterforce occupò la città e aiutò le forze armene principalmente Dashnak a difendere la capitale durante la battaglia di Baku. Tuttavia, Baku cadde il 15 settembre 1918 e un esercito azero-ottomano entrò nella capitale, causando la fuga delle forze britanniche e di gran parte della popolazione armena. L'Impero ottomano firmò l'armistizio di Mudros il 30 novembre 1918 e la forza di occupazione britannica rientrò a Baku.

## Dominio sovietico
Alla fine, l'URSS annetté l'Armenia orientale e venne creata la Repubblica Socialista Sovietica Armena.

## Mappe

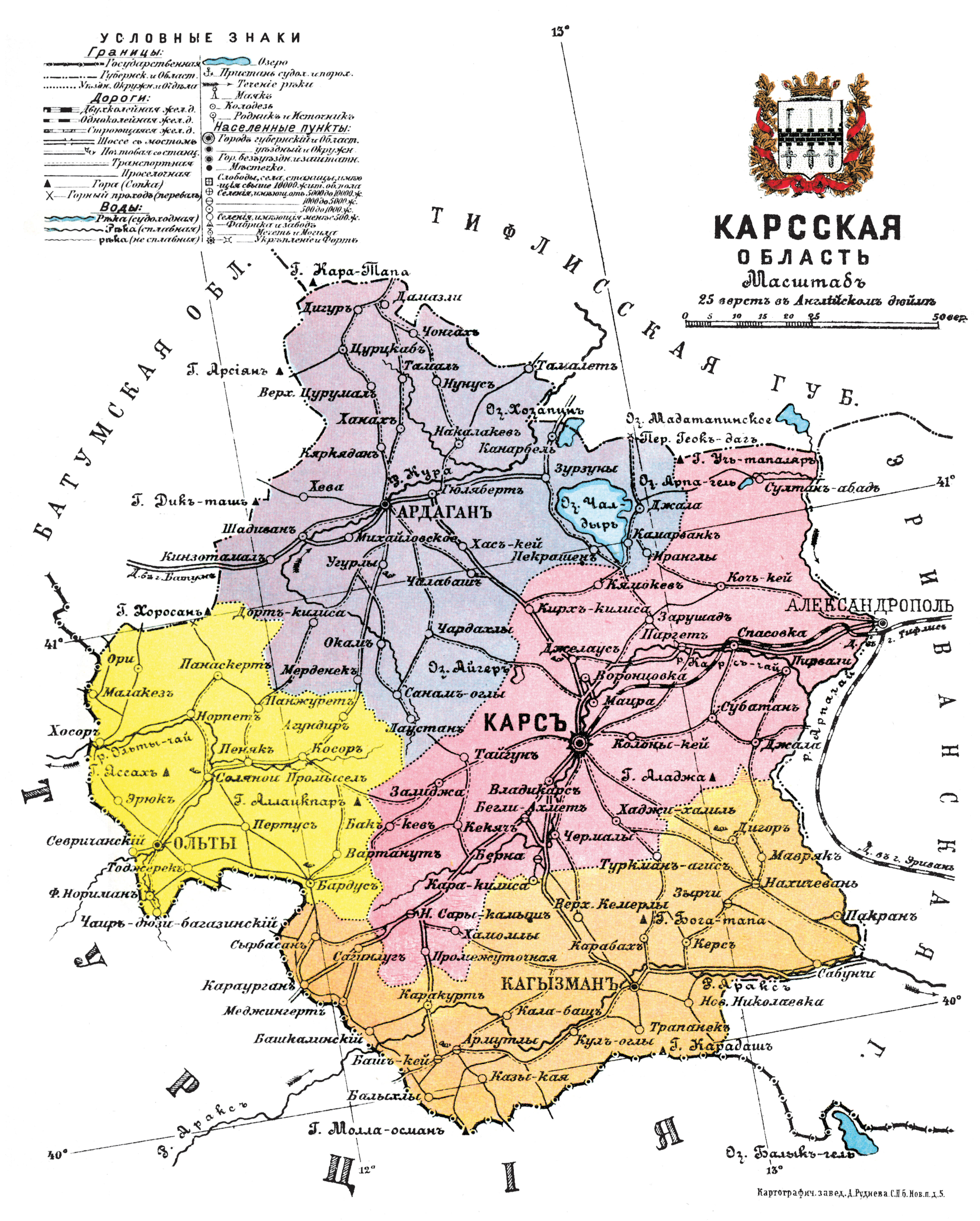
Oblast' di Kars, mappa russa.
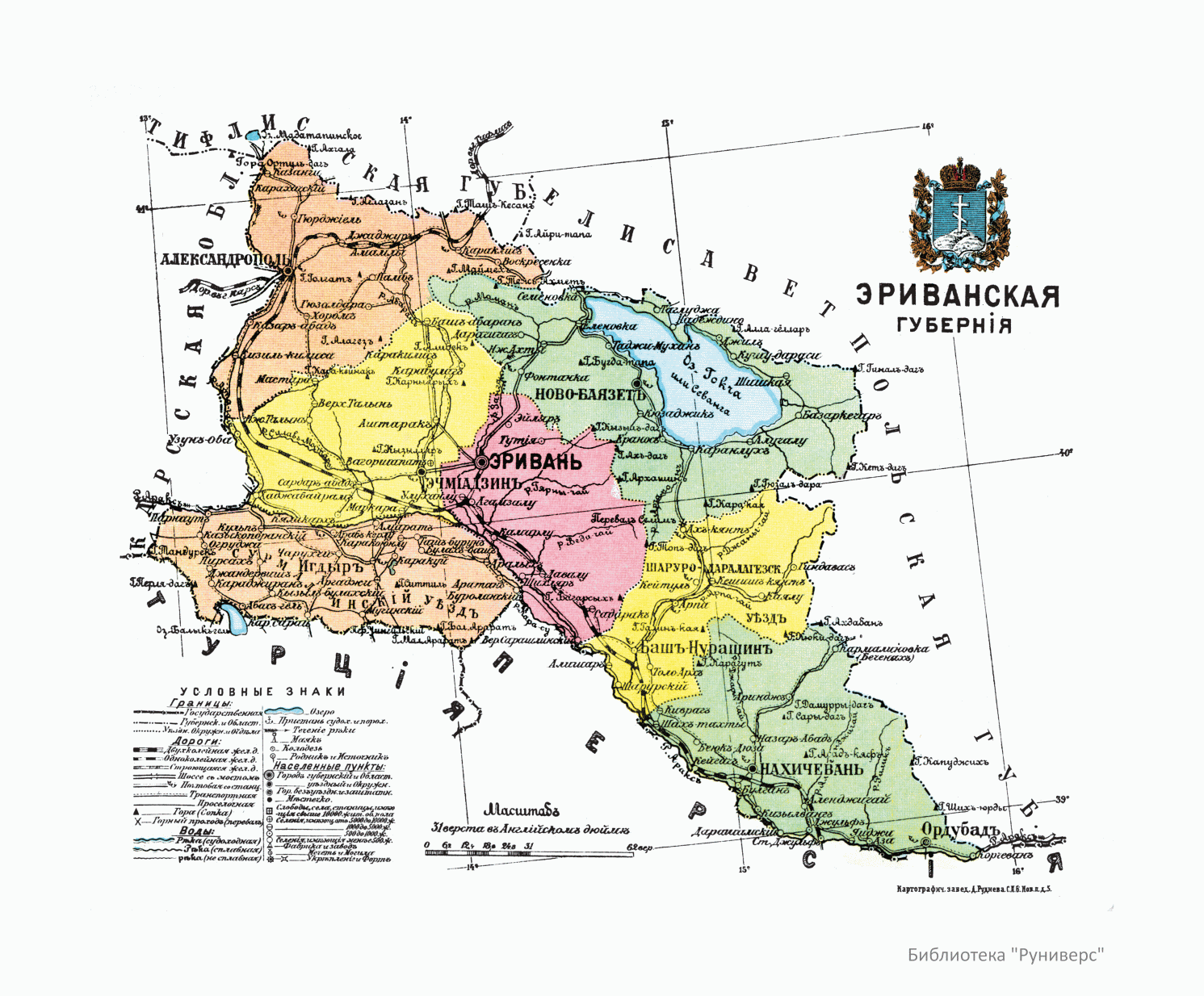
Governatorato di Erivan, mappa russa.
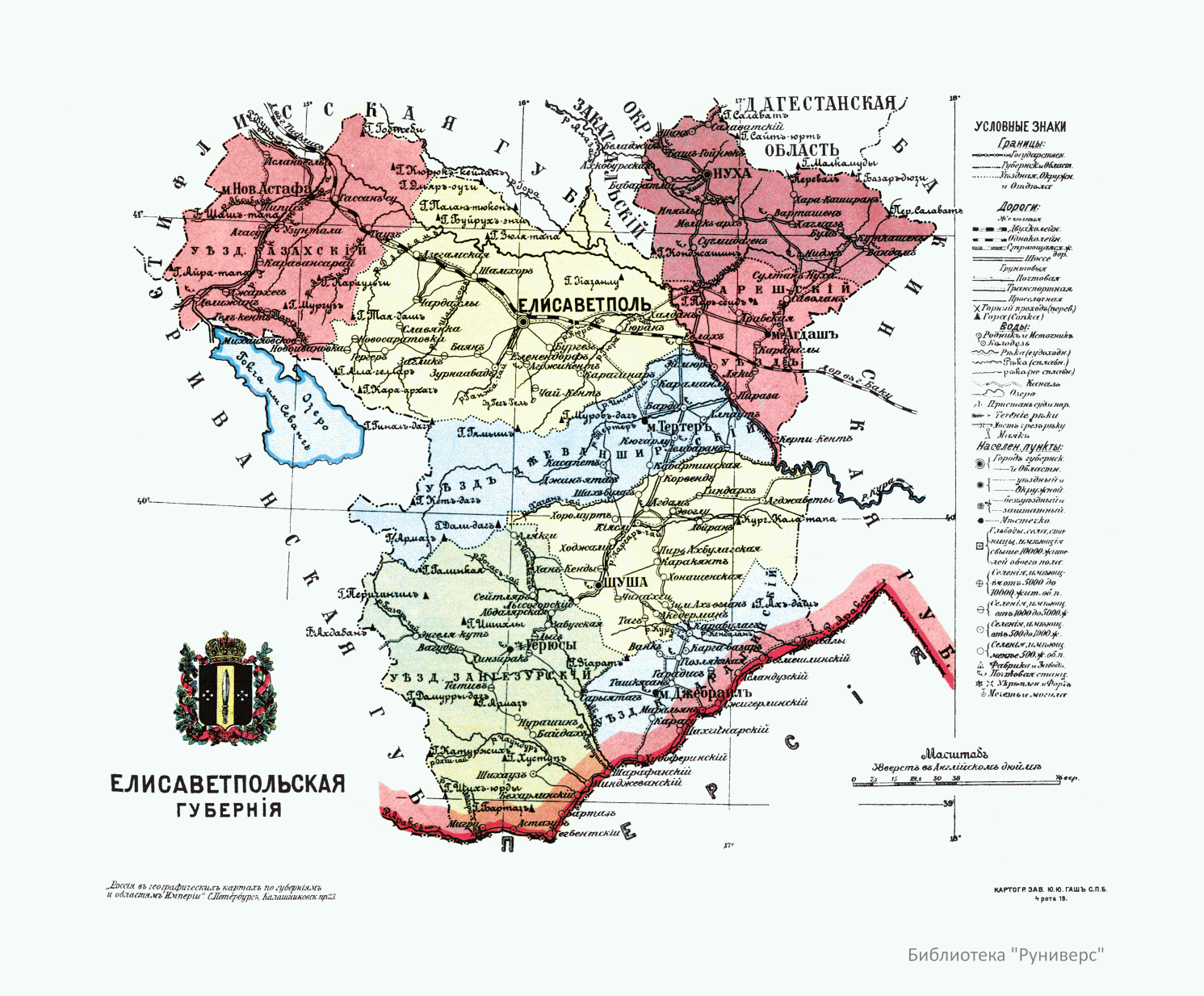
Governatorato di Elizavetpol', mappa russa.